# Ontherus ulcopygus
Ontherus ulcopygus är en skalbaggsart som beskrevs av François Génier 1996. Ontherus ulcopygus ingår i släktet Ontherus och familjen bladhorningar. Inga underarter finns listade i Catalogue of Life.